# Донецьке море
Доне́цьке мо́ре — штучне водоймище на південному виїзді з міста по автомобільній трасі «Донецьк-Маріуполь» (Ленінський район міста Донецьк). Площа дзеркала води з двома великими затоками 206 га, його об'єм 7 км3, максимальна глибина — 17 метрів. До нього примикають мікрорайони Широкий, П'ятихатки та Авдотьїне. Водосховище створено у руслі річки Широкої.
Біля донецького моря розташована зелена зона, улюблене місце для дикого відпочинку. В останні роки штучна водойма почала пересихати, рівень води впав на 4 метри, береги відступили на 20-30 метрів.
Тип живлення цієї водойми за гідрологічною класифікації — атмосферний, тобто повноводність водойми безпосередньо залежить від кількості опадів. А посушливі роки і неконтрольоване відведення води для поливу можуть призвести до висихання цієї штучної водойми.
Донецьке море жодного разу не чистили від мулу. Після вичерпування мулових відкладень на дні водойми можуть знову відкритися джерела, завдяки яким навіть в самий спекотний день вода в Донецькому морі залишалася холодною.
Останні 13 років в його воді лактозопозитивних кишкових паличок в 10 разів більше норми. Фахівці, що беруть проби води на мікробіологічний та хімічний аналізи, забороняють у ньому купатися.